# 黄木香花
黄木香花（学名：Rosa banksiae f. lutea）为蔷薇科蔷薇属木香花下的一个变型。

## 扩展阅读
- 維基物種上的相關：黄木香花